# André Sardet
André Miraldo Sardé Pires (Coimbra, 8 de janeiro de 1976), com o nome artístico André Sardet, é um compositor e cantor português.

## Carreira
André Sardet começou por ser conhecido pelo tema "O Azul do Céu"; nem sempre quis escrever canções e tocar guitarra.
Fez parte de uma banda durante a adolescência, mas pouco depois abandonou o projecto e começou a compor por conta própria, e quando se apercebeu que tinha material suficiente para gravar um disco, colocou as cartas nas mesa e em 1996 editou o seu álbum de estreia, a que chamou "Imagens". Para além de "Azul do Céu", o registo incluiu ainda canções como "Frágil", "Não Mexas no Tempo" e "Um Minuto de Prazer".
Dois anos mais tarde, estava nas lojas novo álbum de originais, desta feita intitulado "Agitar Antes de Usar", que teve por single de apresentação o tema "Perto, Mais Perto". 
Sem pressa de chegar ao centro das luzes da ribalta, André Sardet optou então por fazer uma pausa mais alongada no que tocava à edição de um novo disco, tendo aproveitado para reflectir sobre os seus objectivos, estudar e viajar. Começou então a compor um álbum autobiográfico, a que chamou "André Sardet", e onde contou nas letras alguns dos bons e maus momentos da sua vida. O disco foi editado em setembro de 2002 e contou com a colaboração de Rui Veloso, Luís Represas e Mafalda Veiga.
Em 2006, o músico comemora 10 anos de carreira com o álbum "Acústico". O registo inclui 15 músicas gravadas ao vivo no Teatro Académico de Gil Vicente, em Coimbra, e uma nova versão do tema 'Quando eu te falei de Amor'. Também é autor da famosa música "Foi Feitiço", lançada em 2002. O álbum foi um enorme sucesso, tendo ultrapassado as 140 000 cópias de discos vendidos. O cantor realizou em 2007 uma grande turné por todo o país.
Em 2008, é lançado o disco Mundo de Cartão e em 2009 a sua versão ao vivo.
Em 2011, associa-se a causa da Associação Fonográfica Portuguesa no combate à pirataria na Internet.
Em 2014, o seu tema "Amor Com Amor Se Paga", que integra a banda sonora da telenovela Belmonte (TVI) venceu o Troféu de Televisão - atribuído pela revista TV 7 Dias - de Melhor Música de Genérico. Sardet já tinha sido nomeado para a mesma categoria com a canção "Foi Feitiço" em 2010, a propósito da utilização dessa canção como tema de genérico da telenovela Feitiço de Amor (TVI).

## Discografia

### Álbuns de originais
- Imagens (1996)
- Agitar Antes de Usar (1998)
- André Sardet (2002)
- Mundo de Cartão (2008)
- Pára, Escuta e Olha (2011)
- Ponto de Partida (2022)

### Álbuns ao vivo
- Acústico (2006)
- Mundo de Cartão - Ao Vivo (2009)

### Compilações
- Grandes Êxitos